# William Sims
William Sowden Sims (ur. 15 października 1858 w Port Hope w Ontario, zm. 28 września 1936 w Bostonie) − amerykański oficer, admirał US Navy. Znany jako zwolennik reform w marynarce, podczas I wojny światowej był głównodowodzącym amerykańskich sił morskich w Europie. Jego wspomnienia wojenne, The Victory at Sea, zdobyły w 1921 roku Nagrodę Pulitzera w kategorii "historia".

## Życiorys
William Sowden Sims urodził się 15 października 1858 roku w kanadyjskiej miejscowości Port Hope, w mieszanej, amerykańsko-kanadyjskiej rodzinie. Jeszcze w dzieciństwie wraz z rodzicami przeniósł się do Pensylwanii. W 1880 roku ukończył United States Naval Academy w Annapolis. W latach 1897−1900 pełnił funkcję attaché morskiego w Hiszpanii i Rosji.
W 1901 roku, jako oficer sztabu dowództwa Floty Azjatyckiej, miał okazję poznać komandora Percy’ego Scotta, brytyjskiego specjalistę w dziedzinie artylerii okrętowej. William Sims zdawał sobie sprawę z niedostatków US Navy w wyszkoleniu artyleryjskim, lecz wszelkie próby poprawy sytuacji, które podejmował z własnej inicjatywy, były niweczone przez jego zwierzchników. Skłoniło go to do napisania memorandum skierowanego bezpośrednio do prezydenta Theodore Roosevelta. Efektem było mianowanie Simsa inspektorem odpowiedzialnym za wprowadzenie na okrętach systemów kierowania ogniem, wzorowanych na rozwiązaniach stosowanych w Royal Navy. Pełnił tę funkcję do 1909 roku, będąc równocześnie obserwatorem podczas wojny rosyjsko-japońskiej w latach 1904−1905.
W 1910 roku po raz kolejny złamał zasady obowiązujące w US Navy, gdy podczas pobytu w Londynie wypowiedział się publicznie za bliskim współdziałaniem sił zbrojnych Stanów Zjednoczonych i Wielkiej Brytanii w przypadku wybuchu konfliktu zbrojnego. Mimo to rok później został promowany do stopnia komandora i mianowany instruktorem w Naval War College w Newport. Po okresie służby liniowej, w 1916 roku awansował do stopnia kontradmirała. W marcu następnego roku został komendantem Naval War College.
Kilka dni po objęciu nowego stanowiska kontradmirał Sims został z rozkazu prezydenta Woodrowa Wilsona wysłany do Wielkiej Brytanii, aby omówić sposoby współdziałania obydwu flot po przystąpieniu Stanów Zjednoczonych do wojny. Proklamacja wojny 6 kwietnia 1917 roku zastała go w drodze do Europy. W maju, awansowany tymczasowo do stopnia wiceadmirała, został mianowany dowódcą sił US Navy na wodach europejskich. Jako zwolennik systemu konwojów, żądał oddania pod jego komendę jak największej liczby niszczycieli, jako jednostek najbardziej odpowiednich do zwalczania U-Bootów. Spowodowało to jego konflikt z admirałem Williamem S. Bensonem, Szefem Operacji Morskich US Navy, zwolennikiem prowadzenia wojny przy użyciu dużych okrętów artyleryjskich i koncentracji floty na wodach ojczystych. Ich spór nasilił się po oddaniu przez Simsa eskadry amerykańskich pancerników pod bezpośrednią kontrolę operacyjną dowódcy brytyjskiej Grand Fleet, wiceadmirała Davida Beatty’ego. Pozycję Simsa uratował sukces systemu konwojów w bitwie o Atlantyk.
Po zakończeniu wojny William Sims, awansowany tymczasowo do stopnia pełnego admirała w grudniu 1918 roku, powrócił do Stanów Zjednoczonych i pełnienia funkcji komendanta Naval War College. Na tym stanowisku stał się znany z głoszonej tezy, że flota amerykańska przystąpiła do działań wojennych nieprzygotowana i krytyki kroków podjętych przez administrację amerykańską podczas wojny. Nie zmienił poglądów również po przejściu na emeryturę w październiku 1922 roku. Rok wcześniej otrzymał Nagrodę Pulitzera za wspomnienia wojenne, zatytułowane The Victory at Sea.
William Sims zmarł w Bostonie 28 września 1936 roku. US Navy uhonorowała go, nadając nazwę USS "Sims" czterem kolejnym okrętom. W 2010 roku jego postać pojawiła się na znaczku pocztowym wydanym przez US Postal Service.